# 田錫 (清朝)
田錫（?—?），字巨涛，又字古农，江宁（今南京）人。
善長繪畫。又有幕僚之才。初寓北京与袁枚交游。後來袁枚至金陵往視，田錫已卒，特至其墓園，吟诗祭之。